# Slangen in de cultuur

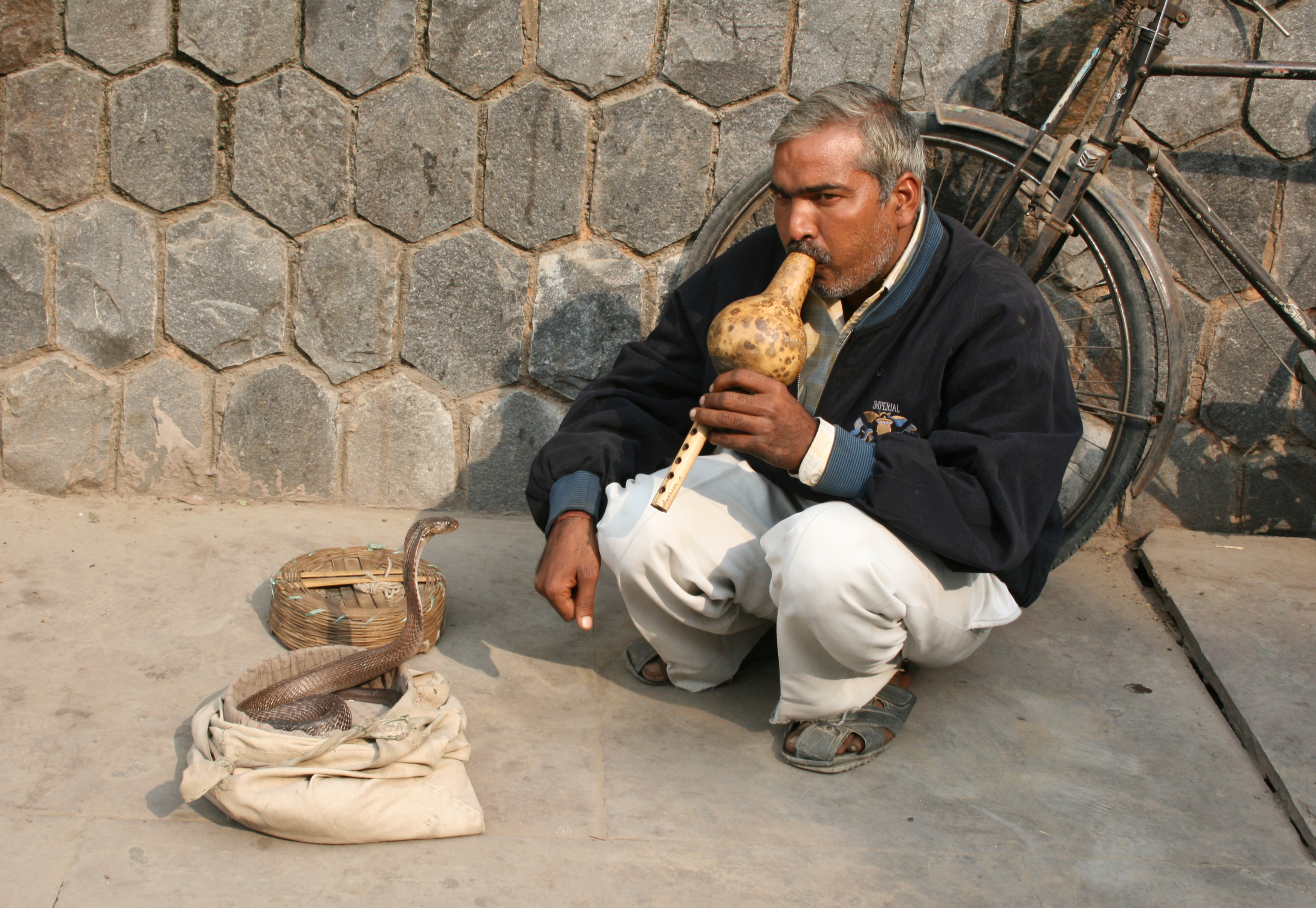
Een slangenbezweerder in Delhi, India

Slangen spelen door hun verborgen levenswijze en gedrag een belangrijke rol in verschillende culturele uitingen. Al in het Neolithicum, en mogelijk zelfs vroeger, was de mens vertrouwd met slangen en bestond er een slangencultus. Het bekendste verhaal in het Westen is dat van Adam en Eva en de slang uit de Bijbel. In veel culturen maakt de slang deel uit van de mythologie. Ook staan slangen symbool voor onder andere de geneeskunde, de farmacie, de vrede en zelfs voor het eeuwig leven.
Reptielen wekken bij de meeste mensen gevoelens van angst op en dit geldt zeker voor slangen, vanwege hun snelle voortbeweging, onverwachte – soms agressieve – gedrag en vermeende giftigheid. De starre blik door de onbeweeglijkheid van de ogen en het feit dat slangen in tegenstelling tot andere reptielen niet zichtbaar ademhalen dragen hier aan bij.
De mens heeft over het algemeen een negatieve invloed op de slang. Het leefgebied van verschillende soorten wordt door de mens verwoest, veranderd of vervuild, waardoor de natuurlijke habitat verdwijnt. Slangen worden slachtoffer van stroperij om de huiden of 'voor de zekerheid' gedood en veel soorten worden verzameld omdat ze geld waard zijn in de handel in exotische dieren. In sommige streken worden traditionele medicijnen gemaakt van slangen, zoals 'slangenolie' uit China, die zou helpen tegen gewrichtspijn.
Jaarlijks worden 5,5 miljoen mensen gebeten door een slang, van wie ongeveer de helft een vergiftiging oploopt en ongeveer 125.000 overlijden. In Azië vallen jaarlijks 100.000 slachtoffers, in Europa 30 en in de Verenigde Staten 15. Een slangenbeet komt vaak door een ongeluk, zoals op een slang gaan staan. In de praktijk zijn slangen met hun dieet van voornamelijk knaagdieren tamelijk nuttige dieren die de oogst verhogen.

## In de Bijbel

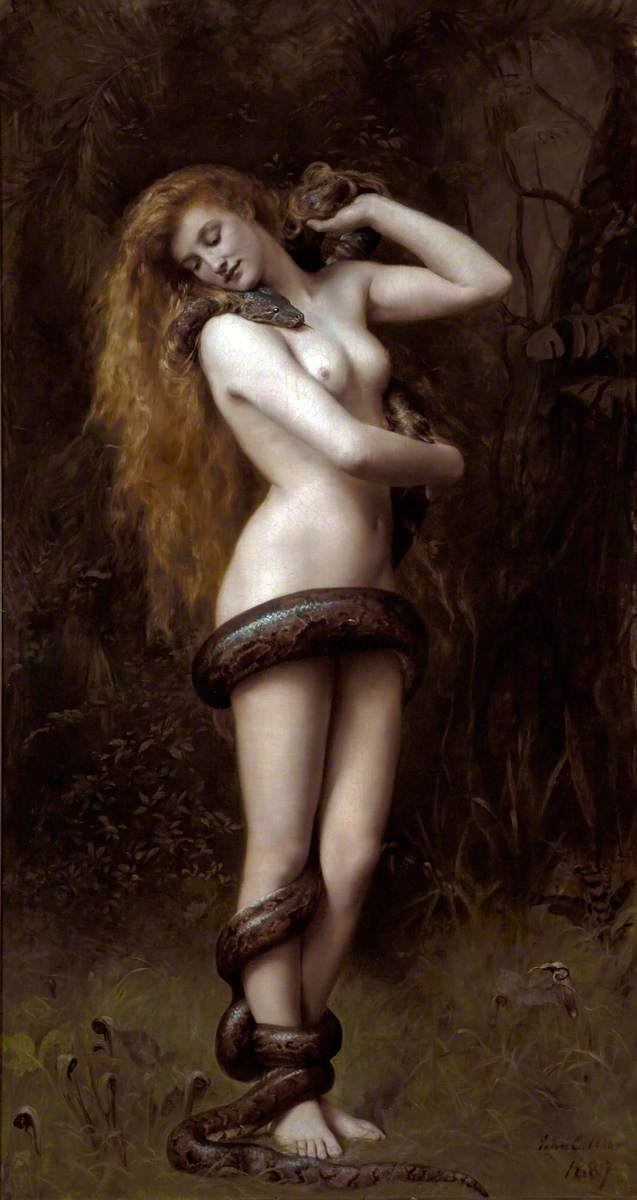
Lilith (hier door John Collier) was een vrouwelijke stormdemon.

Ook in de Bijbel komen slangen voor. Verschillende Bijbelse vertellingen waarin slangen voorkomen zijn later gebruikt in andere verhalen en sommige hiervan zijn wereldwijd bekend. De slang speelt in de Bijbel een hoofdrol in het verhaal van de zondeval (Genesis 3). In dit verhaal wordt Eva verleid om Gods gebod te overtreden door een verboden vrucht te eten, waardoor de zonde in de wereld komt. Als straf moet de slang vanaf die tijd zich op zijn buik voortbewegen, waaruit wel geconcludeerd is dat de slang daarvoor poten had. Op middeleeuwse prenten wordt de slang in de scène van het plukken van de appel door Eva dikwijls met ledematen weergegeven.
Andere Bijbelpassages waarin slangen een rol spelen zijn:
- Mozes toont zijn goddelijke opdracht door op Gods gezag zijn staf te veranderen in een slang, en weer terug. (Exodus 7)
- Tijdens de reis van het volk Israël door de woestijn werden zij gestraft met dodelijke gifslangen. Mozes maakte een koperen slang en wie zijn blik op die koperen slang richtte, bleef in leven. (Numeri 21)
- In Psalm 58 worden de woorden van leugenaars vergeleken met het gif van een dove adder, die niet luistert naar de stem van zijn bezweerders.
- Spreuken 23:32 vergelijkt het verraderlijke effect van alcohol met de beet van een slang.
- Jesaja 11:8 en 65:25 schetsen een toekomstbeeld waarin een kind bij een slangennest kan spelen zonder iets te hoeven duchten.
- In de Openbaring van Johannes wordt de duivel aangeduid als "de oude slang".
- De slang wordt in de Bijbel ook een enkele maal in positieve zin genoemd, als voorbeeld hoe behoedzaam en voorzichtig te werk te gaan. Zo zegt Jezus tegen zijn volgelingen: "Zie, Ik zend u als schapen te midden van wolven; weest dan voorzichtig als slangen en argeloos als duiven." (Matteüs 10:16).
- In Johannes 3:14 wordt Jezus in verband gebracht met de koperen slang die door Mozes omhoog geheven werd: "Zoals Mozes de slang in de woestijn verhoogd heeft, zo moet de Zoon des mensen verhoogd worden."
- Lilith was een vrouwelijke stormdemon die verantwoordelijk werd geacht voor verschillende ziektes en vaak wordt afgebeeld met een slang.

## In de cultuur

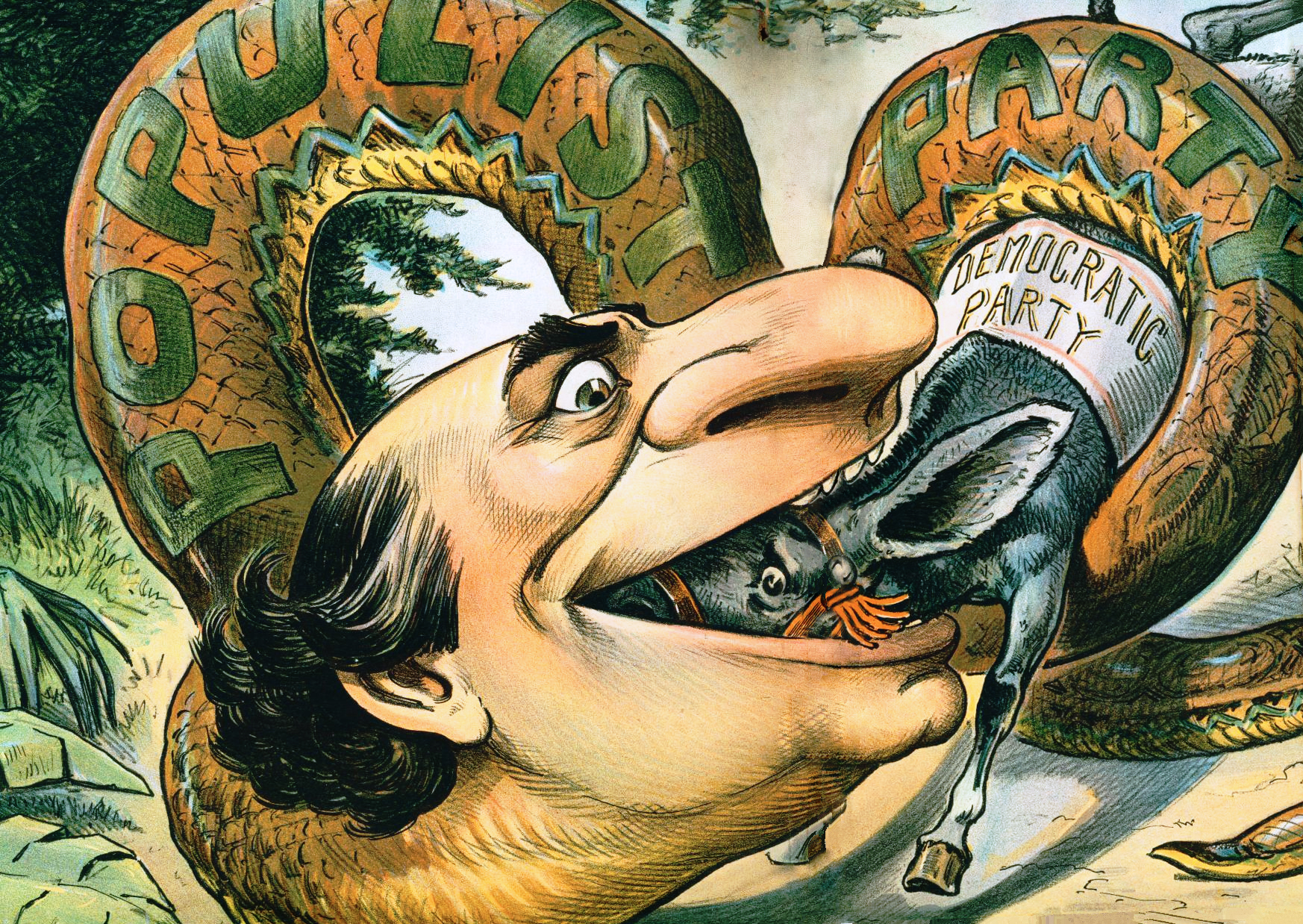
De slang in de propaganda: een cartoon uit 1896 die William Jennings Bryan voorstelt als de 'populistische slang' die een ezel verzwelgt, het symbool voor de Amerikaanse Democratische Partij.

De slang is terug te vinden in de hedendaagse symboliek, bijvoorbeeld de esculaap wat het symbool van de geneeskunde is in Europa. De Caduceus, de staf van de god Hermes die hem geschonken werd door Apollo, bevat twee omwonden slangfiguren. De Caduceus is in de Verenigde Staten het belangrijkste medische symbool. Hygieia, de Griekse godin voor de gezondheid, werd vergezeld door een slang, het zinnebeeld van de gezondheid. Deze kronkelt vanaf haar borst naar de drinkschaal in haar linkerhand. Deze schaal van Hygieia is het symbool van de farmacie. De Ouroboros of zelfverzwelger, de slang die zijn eigen staart opeet, is van oorsprong een symbool uit de alchemie en een van de oudste mythische symbolen die voorkomt in verschillende mythologieën, van de Azteken tot de oude Egyptenaren.
In mythen en sagen worden de slang meestal voorgesteld als toonbeeld van verraderlijkheid en gemeenheid. Waarschijnlijk komt dat omdat een aantal slangensoorten ook andere slangen op het menu heeft staan, ze eten elkaar op. Bovendien zijn sommige soorten dodelijk voor mensen en ze houden zich meestal verborgen om onverwacht toe te kunnen slaan. Slangen hebben iets ongrijpbaars door hun lichaamsbouw en 'glibberige', gladde en glanzende schubbenhuid.
In vroegere tijden werden misdadigers geëxecuteerd met het gif van slangen, de term slangenkuil is hiervan afgeleid.
In een aantal culturen, zoals het oude Griekenland of het huidige India, worden slangen als goden vereerd en staan symbool voor het eeuwig leven. Dat komt doordat slangen vervellen waardoor het lijkt alsof er uit een oude slang een nieuwe slang tevoorschijn komt. Een slang die aan vervelling toe is kleurt inderdaad grauwer en heeft een troebel waas voor de ogen, terwijl een net vervelde slang een feller afstekende kleur en heldere ogen heeft. Bovendien zijn oppervlakkige wonden na de vervelling genezen.
De regenboogslang speelt een grote rol binnen de levensbeschouwing van de Aborigines. De slang zou rivieren en valleien uitslijten en een zondvloed veroorzaken als hij boos wordt. Binnen het hindoeïstische mythologie komen vele slangachtige figuren voor. Shiva, een van de belangrijkste goden, wordt met een slang om haar nek afgebeeld.
In de oudheid geloofde men dat een slang door middel van toverspreuken onschadelijk gemaakt kon worden – het zogenaamde slangenbezweren.
Slangenbezweren bestaat uit het irriteren van de slang. Als deze zich eenmaal heeft opgericht wordt de slang afgeleid door de bewegingen van de fluit van de bezweerder en ritmisch kloppen met de voet. Slangen die gebruikt worden bij het slangenbezweren zijn meestal niet-giftig, of giftige soorten met verwijderde giftanden.
Ook in de recente geschiedenis tot vandaag de dag spelen de slangen een rol. Omdat ze als verraderlijk en gemeen worden gezien, werden slangen bijvoorbeeld gebruikt in de propaganda. Slangen spelen soms ook in moderne producties een hoofdrol, bijvoorbeeld:
- de slang Kaa, uit Junglebook van Rudyard Kipling. Kaa staat bekend als gemeen, stiekem en vraatzuchtig.
- de film Anaconda, geregisseerd door Luis Llosa. Onderzoekers gaan op zoek naar een reusachtige anaconda (Eunectes murinus), met Jennifer Lopez en Jon Voight.
- de film Snakes on a Plane (2006, geregisseerd door David R. Ellis). Een krat vol gifslangen wordt aan boord van een vliegtuig gebracht om de inzittenden te vermoorden, met Samuel L. Jackson en Nathan Phillips.

## Nuttig gebruik

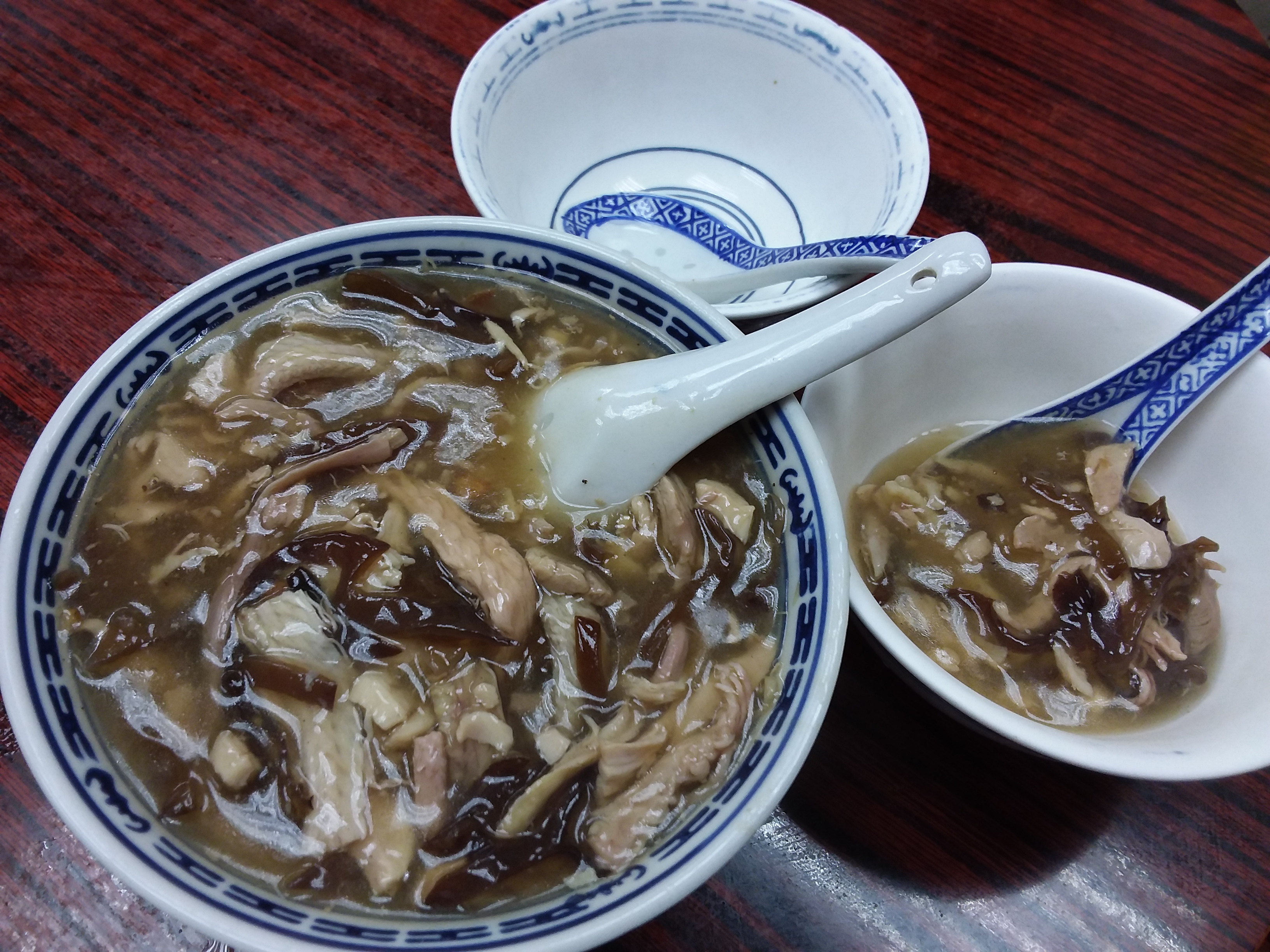
Slangensoep is een gerecht uit Azië, zoals Hong Kong

De huid van slangen wordt verwerkt tot slangenleer. Veel slangen zijn bedreigd maar een aantal soorten wordt professioneel gekweekt in zogenaamde slangenfarms om de huid te verkrijgen voor de fabricage van leer.
Enkele soorten zijn buiten het oorspronkelijke verspreidingsgebied uitgezet vanwege hun voorkeur voor schadelijke knaagdieren. Ook in tuinbouwkassen worden verschillende soorten slangen ingezet om schade van knaagdieren te beperken.
Het gif van slangen is weefselspecifiek en werkt alleen op bepaalde weefsels en laat andere structuren ongemoeid. Andere soorten hebben een gif dat specifieke delen van het zenuwstelsel lamlegt. Deze en vele andere eigenschappen van slangengif zijn de oorzaak van de toepassing van het gif als grondstof voor verschillende medicijnen. Een voorbeeld is het cardiotoxine sarafotoxine, afkomstig van soorten uit de relatief onbekende familie stilettoslangen.
Om aan de verbindingen in het slangengif te komen, worden slangen gemolken. Dit gebeurt door de slang bij de kop te pakken en het dier in een bakje of potje te laten bijten waarna het gif wordt opgevangen.

## Fabeltjes
Over slangen bestaan diverse mythen, fabels en onjuistheden, die soms echter hardnekkig zijn. Onderstaand een aantal bekendere voorbeelden, die soms al behandeld zijn in dit artikel:
- Wurgslangen doden hun prooi door deze te vermorzelen:  wurgslangen grijpen de prooi met de bek en winden het lichaam eromheen. Iedere keer als de prooi uitademt, trekt de slang iets strakker aan, zodat de prooi steeds minder adem kan halen tot verstikking optreedt. Van het breken van botten is geen sprake.
- Slangen zijn glibberig:  slangen hebben altijd een droge huid die waterafstotend is, vaak is wel een olieachtige, iriserende glans aanwezig.
- Slangen steken of 'bijten' met hun tong:  De tong van slangen dient om geuren op te pikken en heeft alleen een zintuiglijke functie. Als een slang bijt wordt met de giftanden geprikt en niet met de tong.
- Een boze slang zet de achtervolging in:  Slangen zullen vrijwel altijd proberen te vluchten, er zijn maar enkele soorten bekend die agressief gedrag vertonen, een voorbeeld is de mangrovenslang (Boiga dendrophila) uit Azië.
- Slangen kunnen prooien of mensen hypnotiseren:  Slangen hebben een andere anatomie van het oog dan de meeste dieren, waardoor ze een starre blik hebben. Slangen kunnen hiermee echter niet hypnotiseren.
- Zwarte slangen zijn gevaarlijker dan andere slangen:  De kleur van een slang zegt niets over de giftigheid van de soort, zelfs de naam van een slang is wat dit betreft soms misleidend. De zwarte mamba bijvoorbeeld is niet zwart maar groengrijs van kleur.
- Slangen drinken koeienmelk:  Lange tijd werd dit wel serieus gedacht, de melkslang heeft er zelfs zijn naam aan te danken. Oorzaak van de vermeende gewoonte melk te drinken uit de uier van koeien is waarschijnlijk het feit dat slangen veel in stallen worden gevonden. De reden is de hogere temperatuur in de stallen en de aanwezigheid van prooidieren (knaagdieren).
- Een gifslang waarvan de tanden zijn verwijderd is ongevaarlijk:  De tanden van slangen worden regelmatig vervangen, waardoor de slang na verloop van tijd weer een nieuw gebit heeft.
- Een slang kan een hoepelvorm aannemen:  De slang zou zich in zijn staart bijten en zo als een hoepel van een helling af kunnen rollen. Dit gedrag is echter nog nooit waargenomen en is een broodjeaapverhaal.
- Een slang kan alleen bijten als hij is opgerold:  Een slang kan altijd en vanuit iedere positie toeslaan. De lichaamshouding van de slang heeft weliswaar invloed op de reikwijdte, een slang hoeft zich echter niet eerst op te rollen.
- Een moederslang beschermt haar jongen in haar bek: Slangen kennen geen broedzorg waarbij de jongen worden beschermd. Sommige slangen beschermen de eieren maar de juvenielen staan er alleen voor, in tegenstelling tot sommige soorten hagedissen. Het in de bek nemen van de jongen bij gevaar komt bij geen enkel reptiel voor, maar is wel beschreven bij een aantal soorten vissen (cichliden).
- Een ratelslang krijgt er ieder jaar een ratel bij: De ratel van ratelslangen bestaat uit schijfjes, na iedere vervelling komt er eentje bij. Jonge slangen vervellen vaker dan volwassen dieren, het aantal schijfjes komt dus niet overeen met de leeftijd in jaren.